# EDM Schiaparelli

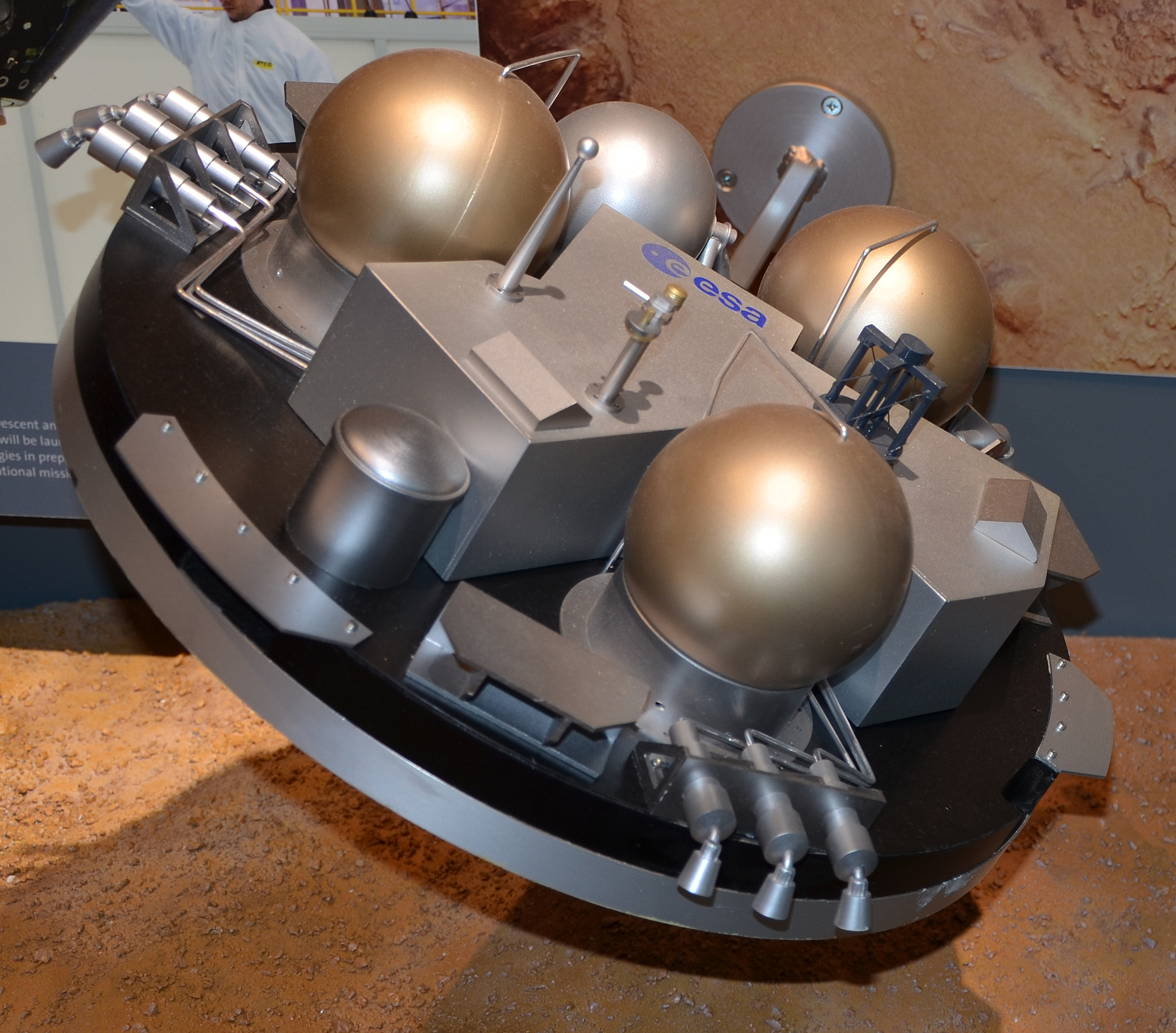
EDM Schiaparelli (machetă)

EDM Schiaparelli este sonda de apropiere, coborâre și aterizare (în engleză: Entry, Descent and Landing Demonstrator Module) a proiectului ExoMars. A fost lansată la 14 martie 2016 pentru a furniza Agenției Spațiale Europene (ESA) și Agenției Federale Spațiale Ruse (Roskosmos) date privitoare la tehnologia necesară pentru aterizarea pe Marte; ea urmează să ia contact cu suprafața planetei la 19 octombrie 2016. Este echipată cu o baterie electrică neîncărcabilă cu o capacitate suficientă pentru două până la opt zile marțiene.
La 19 octombrie 2016, între orele 13:05 și 15:24 GMT, modulul ExoMars Trace Gas Orbiter s-a plasat pe orbita plănuită în jurul planetei Marte. EDM Schiaparelli a intrat în atmosfera marțiană cu 107 minute mai târziu și a început propria manevră de inserare pe orbită. La orele 20:55 CEST echipa ESA din Darmstadt încă nu confirmase stabilirea contactului cu Schiaparelli. În conferința de presă care a urmat în 20 octombrie, experții ESA au comunicat că EDM Schiaparelli a colectat în întregime datele din planul misiunii, care au fost recepționate de sonda ExoMars TGO, dar nu a satisfăcut exact așteptările. La 21 octombrie 2016, directorul misiunii ExoMars a declarat: „Schiaparelli a ajuns la sol cu o viteză mult mai mare decât ar fi trebuit, câteva sute de kilometri pe oră, și apoi, din păcate, sonda a fost distrusă de impact”.